# Automolis benitensis
Automolis benitensis là một loài bướm đêm thuộc phân họ Arctiinae, họ Erebidae.